# Jakob Busk
Jakob Busk, né le 12 septembre 1993 à Copenhague, est un footballeur international danois qui évolue au poste de gardien de but.

## Biographie

### En club
En 2013, est promu au sein de l'équipe première du FC Copenhague.
Le 16 mai 2013, il remporte son premier match de Superliga contre le Randers FC.
En octobre 2014, il est prêté à l'AC Horsens, avant de rejoindre l'année suivante, toujours sous forme de prêt, le club de Sandefjord.
En janvier 2016, il rejoint l'Union Berlin.

## Palmarès

### En club
Copenhague : 
- Champion du Danemark
  - Vainqueur : 2013